# 重温经典频道
重温经典频道，是中国大陆一条以播放中国国产经典影视作品为主的免费公益性电视频道，该频道由中国广电主办，歌华有线承办，于2024年1月15日开始试播，同年2月1日正式开播。该频道旨在打造“国家级视听经典播出平台”，通过有线电视及直播卫星覆盖中国大陆全境。

## 历史
2023年8月，作为治理电视“套娃”收费和操作复杂工作的措施之一，北京歌华有线率先推出“重温经典”免费点播专区，此后全国各地有线电视网络陆续推出类似专区。
2024年1月15日18:00，重温经典频道在北京、上海、广东、山东、吉林、贵州、河北等7省市有线电视网络上线试播。频道开播初期每天播出18小时（06:00-24:00），其中每天18:00-24:00为首播时段，次日06:00-12:00、12:00-18:00重播前一晚内容。2025年4月1日起，新增12:00-18:00下午时段，播出与晚间时段不同的内容；晚间首播时段仍为18:00-24:00，次日06:00-12:00重播一次。
2024年2月1日，频道正式开播，同时登陆中星九号直播卫星平台。

## 播出内容
该频道每天播出中国国产经典影视作品，内容涵盖电视剧、动画片、纪录片等节目类型。开播初期，首批已储备120余部作品，作品版权方来自于全国各级广播电视台、电视剧制作机构、电影制片厂和版权机构。
晚间时段：
- 18:00-19:00：动画片
- 19:00-19:30：纪录片
- 19:30-21:00：电视剧剧场一（一般为两集连播）
- 21:00-22:30：电视剧剧场二（一般为两集连播）
- 22:30-24:00：电视剧剧场三（一般为两集连播）

下午时段：
- 12:00-12:40：动画片或纪录片
- 12:40-15:00：电视剧剧场一（一般为三至四集连播）
- 15:00-18:00：电视剧剧场二（一般为三至四集连播）